# Beyti

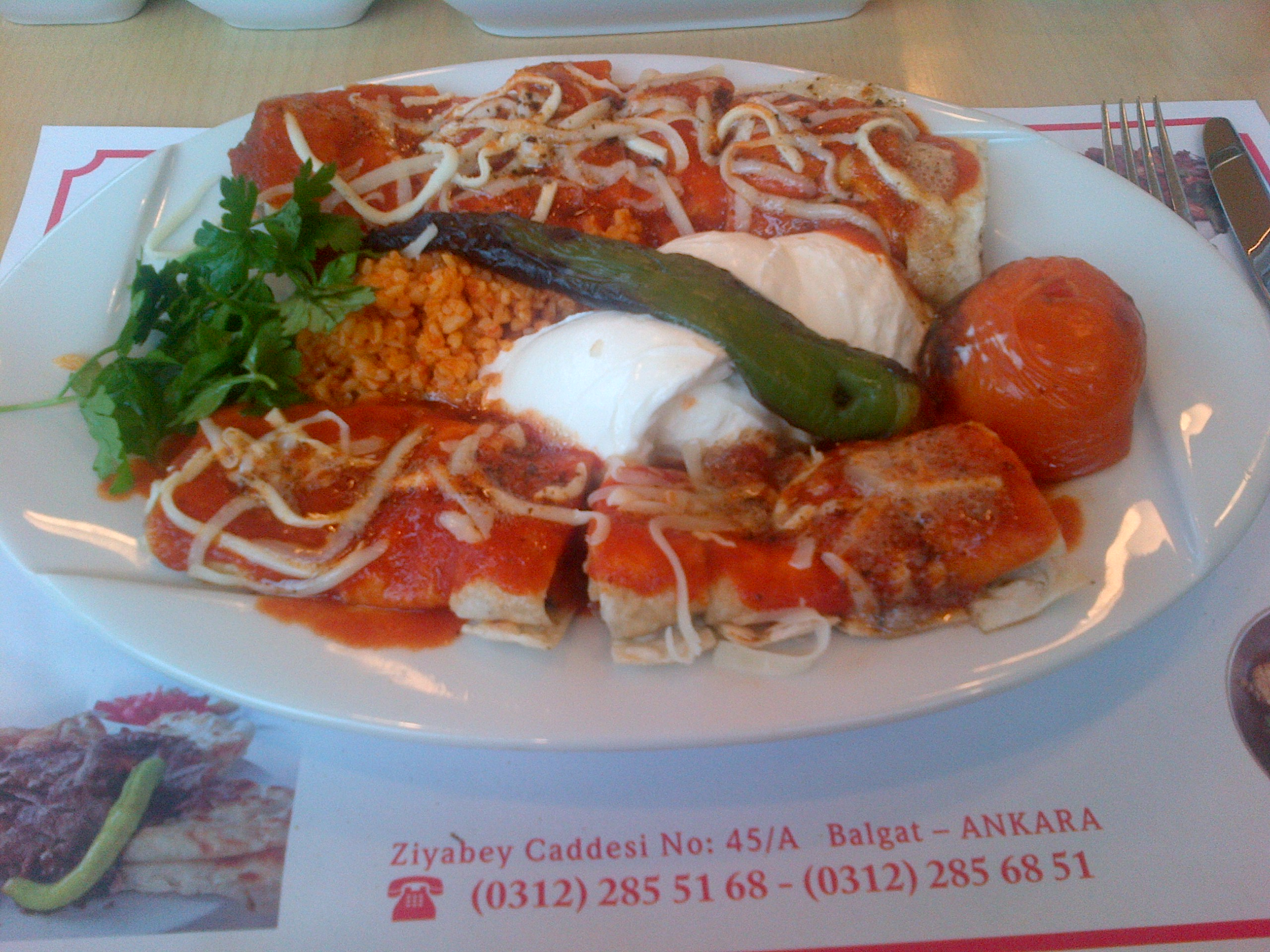
Un "beyti" fet a base de döner de vedella.

El beyti és un plat de carn a la cuina turca. El beyti es pot fer amb carn de vedella o d'ovella o fent servir un dürüm de qualsevol kebap com ara Adana kebap (picant) o Urfa kebap (no picant) o döner. El dürüm es posa en un plat en forma d'un cercle i es talla en rodanxes. A sobre del dürüm s'hi afegeix salsa de tomàquet calenta. Dins del cercle s'hi posa una mica de pilav, mar d'arròs o de blat bulgur, i una mica de bon iogurt, preferentment de búfala. El plat s'adorna amb formatge turc kaşar ratllat, pebrots i tomàquet a la graella.
Beyti a l'àrab significa "casa meva". Hi ha fonts que diuen que el nom d'aquest plat ve de l'amo d'un restaurant turc homònim amb el plat a Istanbul.